# حوزه انتخابیه اقلید
حوزهٔ انتخاباتی اقلید یکی از حوزه از حوزه‌های استان فارس برای انتخابات مجلس شورای اسلامی است. این حوزه به مرکزیت اقلید، ۱ نماینده دارد.

## نمایندگان مردم اقلید درمجلس شورای اسلامی
1. دوره یکم خسرو خان قشقایی پس از رد اعتبار نامه در انتخابات میان دوره ای صفار هرندی
2. دوره دوم ابراهیم اسلامی خرمی
3. دوره سوم احمد نیک‌فر
4. دوره چهارم احمد نیک‌فر
5. دوره پنجم خداداد قبادی
6. دوره ششم خداداد قبادی
7. دوره هفتم احمد نیک‌فر
8. دوره هشتم ابوالقاسم رحمانی
9. دوره نهم الیاس طاهری
10. دوره دهم سید حسین افضلی
11. دوره یازدهم مسلم صالحی
12. دوره دوازدهم مسلم صالحی

## پی‌نوشت و منبع
- «جدول حوزه‌های انتخابیه در انتخابات دهمین دورهٔ مجلس شورای اسلامی» (PDF). مرکز پژوهش و سنجش افکار صدا و سیما. بایگانی‌شده از اصلی (PDF) در ۵ اکتبر ۲۰۱۸. دریافت‌شده در ۱۶ ژوئیه ۲۰۱۶.